# Guerra austro-napolitana
La guerra Austro-napolitana de l'any 1815 duta a terme entre el napoleònic Regne de Nàpols i l'imperi Austríac. Durant el Govern dels cent dies de Napoleó, el Regne de Nàpols es va mantenir en guerra contra l'imperi Austríac amb el propòsit de sostenir l'emperador francès i d'impedir la temptativa de restauració de la Casa de Borbó en el tron de Nàpols: l'exèrcit napolità, comandat per Joaquim Murat, va avançar a través de la Itàlia central, però va ser derrotat en la batalla de Tolentino i obligat a retirar-se. La derrota de Murat a Tolentino i la de Napoleó a la batalla de Waterloo van causar la caiguda de Murat i la restauració de Ferran IV al tron del Regne de les Dues Sicílies. Tot i això, la intervenció austríaca a Itàlia va donar inici a la cadena d'esdeveniments que van portar a la unificació italiana, de la qual la guerra austro-napolitana en va representar l'avantsala.

## Antecedents

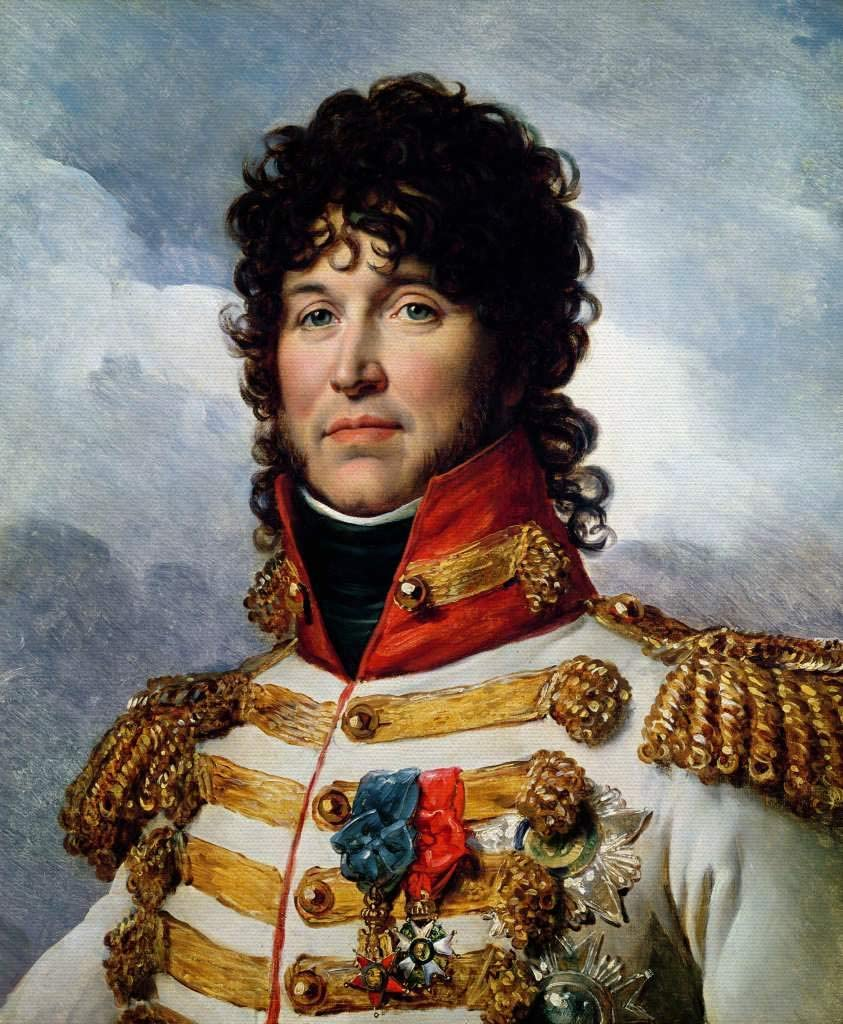
Joaquim Murat, rei de Nàpols

Abans de les Guerres de la Revolució Francesa (1792-1802), el regne de Nàpols era governat pel sobirà Borbó Ferran IV. Ferran es va enfrontar amb Napoleó al costat de la Tercera Coalició, però després de la derrota a la batalla d'Austerlitz i el consegüent tractat de Pressburg (desembre de 1805) va ser obligat a cedir el regne a França a l'inici de l'any 1806, ja retirar-se a Sicília.

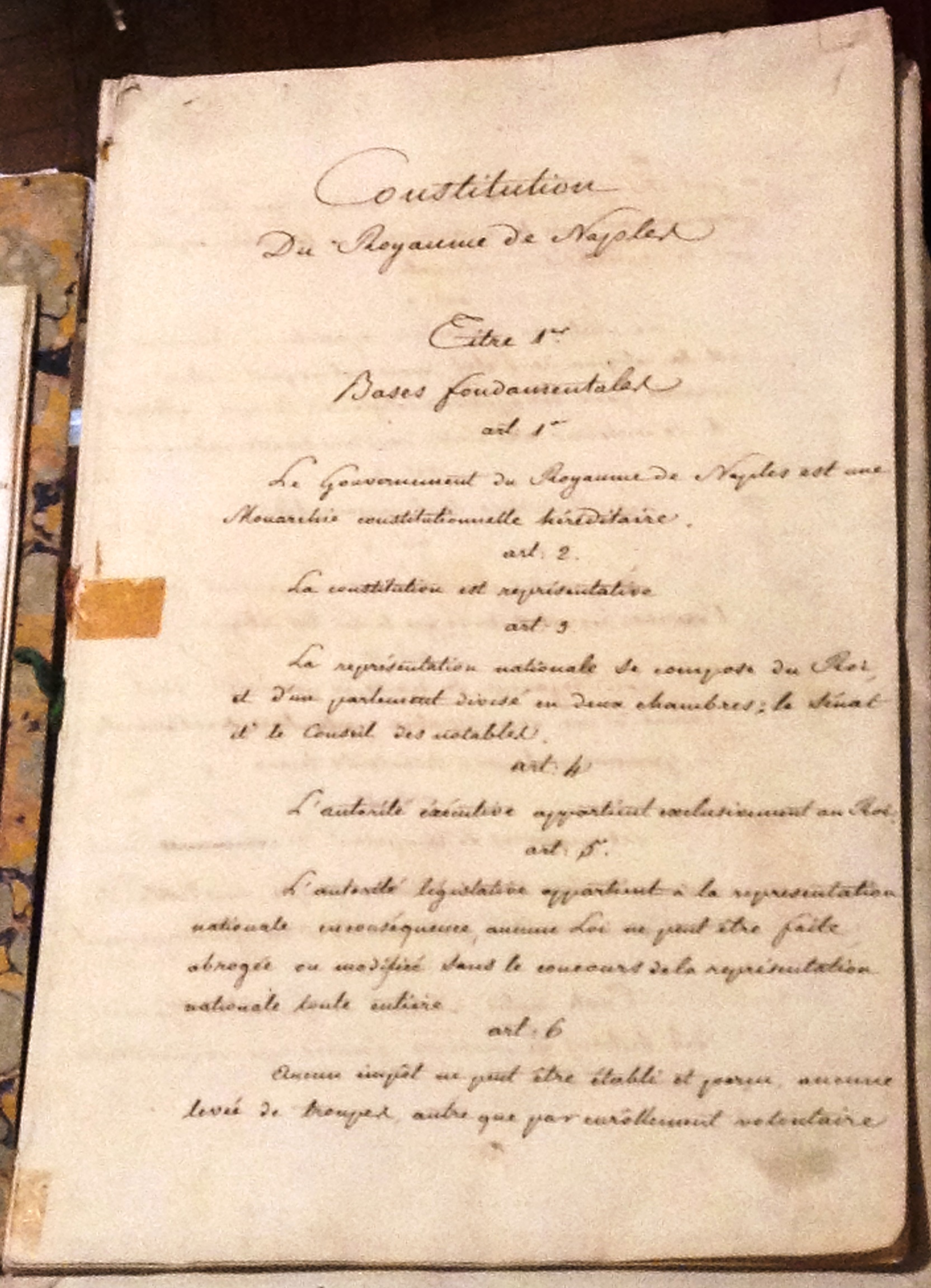
Constitució del Regne de Nàpols de 1808

Inicialment el tron de Nàpols va ser donat a un germà de Napoleó, Josep Bonaparte, que el 1808 es converteix en rei d'Espanya, i en la seva substitució ve al tron de Nàpols el cunyat i general de Napoleó, Joaquim Murat, A l'inici, Murat va regnar introduint el sistema legal i social francès instaurant una nova constitució i va ser un lleial aliat dels francesos, però després de la desastrosa batalla de Leipzig (1813) va abandonar la Grande Armée per protegir el seu propi tron. Derrotat de nou en la Sisena Coalició, Murat es va allunyar cada vegada més de Napoleó, signant finalment un tractat amb Àustria el gener de 1814 i unint-se al costat dels aliats.
Però a mesura que el Congrés de Viena es desenvolupava, la posició de Murat es va tornar més i més insegura al mateix temps que creixia el desig dels aliats de restaurar a Ferran al tron napolità: el major adversari de Murat era el Regne Unit, que sostenia a Ferran com a únic i oficial rei de Nàpols.
Quan Murat va ser informat del pla d'escapament que tenia Napoleó per exiliar-se a l'illa d'Elba, el març de 1815, es va aliar de nou amb ell, i va declarar la guerra a l'imperi Austríac tan aviat com va saber que aquell tornava de nou a França.

## Guerra

### Avanç napolità
Joaquim Murat va declarar la guerra a Àustria el 15 de març de 1815, cinc dies abans del retorn de Napoleó a París i el començament del Govern dels cent dies. Els austríacs es trobaven preparats per a la guerra, després que les seves sospites fossin comprovades quan Murat va demanar permís per avançar amb les seves tropes a través de terres austríaques amb el supòsit objectiu d'atacar el sud de França. Per tant, Àustria va reforçar les seves tropes a Llombardia sota el comandament del general Heinrich von Bellegarde abans que la guerra fos declarada.
A l'inici de la guerra, Murat va declarar que tenia 82,000 homes a les seves files, incloent 7,000 genets i 90 canons, encara que aquestes xifres van ser exagerades per avivar l'ànim dels italians i unir-los a la causa. El nombre real rondava els 50,000 homes.
Deixant a la seva esquena un exèrcit provisional en cas que es presentés una invasió des de Sicília, Murat va enviar les seves dues divisions d'elit a través dels Estats Pontificis, forçant el papa a fugir a Gènova. Amb la resta de les seves tropes, va establir les seves casernes generals en Ancona i va avançar cap a Bolonya. El 30 de març, Murat arriba a Rímini, on va fer un famós discurs incitant al poble italià a la guerra.
Els italians, per aquest llavors, se sentien molt temorosos de l'Àustria dels Habsburg, així com sentien la creixent influència austríaca a la regió. Tal va ser la raó per la qual el Ducat de Milà, el qual havia estat sota control austríac abans de la invasió de Napoleó, es va aliar de nou amb els austríacs després de 19 anys. Altres prínceps pro-Habsburg es van incorporar al Gran Ducat de Toscana i al ducat de Mòdena.
Murat esperava que un exèrcit austríac a Nàpols demostraria massa i que, per tant, els italians es animarien a unir-se a la seva causa. No obstant això, tal insurrecció general no es va dur a terme, ja que les autoritats austríaques es van encarregar d'aixafar qualsevol possible revolta, així, Murat va trobar molt pocs italians fora de Nàpols que volguessin prendre les armes i unir-se a la seva causa. Molts van veure en Murat un home intentant recuperar i salvaguardar la seva corona més que a un home que lluitava per la unificació italiana.
De moment, el nombre de tropes austríaques a Llombardia havia augmentat a 120,000 i el general Johann Maria Philipp Frimont havia estat escollit com el comandant de tal força. L'exèrcit havia estat destinat a envair el sud de França després de la tornada de Napoleó, però ara havia d'enfrontar a l'exèrcit napolità que s'aproximava. Frimont va moure les seves casernes generals a Piacenza amb l'objectiu de bloquejar qualsevol intent napolità d'avanç cap a Milà.
Mentrestant, el mateix dia que Murat va donar el seu discurs de Rimini, l'avançada austríaca sota el comandament del general Federico Bianchi va ser obligada a retrocedir després d'una escaramussa prop de Cesena. Bianchi va tornar a Mòdena i va formar una línia defensiva darrere del riu Panaro, permetent que Murat prengués Bolonya el 3 d'abril.
Murat i Bianchi es van enfrontar a la batalla del Panaro en la qual els austríacs van ser derrotats i dispersats. L'avantguarda austríaca va ser obligada a retrocedir a Borgoforte, deixant als napolitans el camí lliure cap a Mòdena. Després de la batalla, la divisió al comandament del general Michele Carascosa va ocupar immediatament Mòdena, Carpi i Reggio Emilia, mentre que Murat va marxar contra Ferrara. No obstant això, la guarnició de Ferrara va oposar una formidable resistència per defensar la ciutadella, costant-li als napolitans un gran nombre de tropes en un infructuós setge.
El 8 d'abril, Murat gual el riu Po i finalment va posar peu a les terres italianes controlades per Àustria. Havia rebut petits reforços de les poblacions italianes fins a aquest punt, tot i que estava esperant trobar més suport al nord del Po. La regió havia estat part del Regne napoleònic d'Itàlia, una república vassalla de França, de manera que s'havia informat que prop de 40,000 homes, molts d'ells veterans de les campanyes de Napoleó, estaven preparats per unir-se a Murat una vegada que aquest arribés a Milà. Murat va passar a través del poble de Occhiobello; va ser allà on es va enfrontar finalment amb la major força austríaca, sota el comandament de Frimont.
Mentrestant, les dues divisions que Murat havia enviat als Estats Pontificis travessar sense inconvenients la Toscana i el 8 d'abril van ocupar Florència, la capital del Gran Ducat de Toscana. El Gran Duc va fugir a Pisa, mentre que la guarnició austríaca a Florència sota el comandament del general Laval Nugent von Westmeath va ser forçada a retrocedir a Pistoia, amb els napolitans perseguint-los. No obstant això, amb nous reforços arribats del nord i el seu exèrcit en una poderosa posició defensiva, Nugent va poder donar la volta i enfrontar la persecució. Murat i els napolitans havien arribat al zenit de la campanya.
L'exèrcit napolità, comandat per Joaquim Murat va ser derrotat en la batalla de Tolentino i obligat a retirar-se. La derrota de Murat a Tolentino i la de Napoleó a la batalla de Waterloo van causar la caiguda de Murat i la restauració de Ferran IV al tron del Regne de les Dues Sicílies.